# Holotrichia severini
Holotrichia severini är en skalbaggsart som beskrevs av Brenske 1894. Holotrichia severini ingår i släktet Holotrichia och familjen Melolonthidae. Inga underarter finns listade i Catalogue of Life.